# Malik Shah 1.
Jalal ad-Dawlah Malik Shah eller Malik Shah (født 1055, død 20. november 1092) var en seldsjuk-sultan fra 1072 til 1092.
Selv om Malik Shah 1. var tyrker, er hans navn en kombination af de arabiske og persiske ord for konge. 
Han fratog Det Byzantinske Rige dets magt over det meste af Anatolien efter dets nederlag til Alp Arslan i slaget ved Manzikert i 1071. Han udvidede seldjukkernes magt i Syrien på bekostning af fatimiderne i Egypten og etablerede klient-sultaner i Edessa, Aleppo og Damaskus. 
Efter hans død i 1092 blev seldsjuk-imperiet opsplittet i mindre stater, hovedsagelig som indbyrdes fjender. I Anatolien blev han efterfulgt af Kilij Arslan 1., i Persien af Mahmud 1. og i Syrien af sin broder Tutush 1. Splittelsen indadtil i seldsjukkernes rige muliggjorde det fremgangsrige udfald af det første korstog kort tid efter, hvilket begyndte i 1096. 